# 魔法禁書目錄用語列表
魔法禁書目錄用語為日本作家鎌池和馬的輕小說作品《魔法禁書目錄》及其外傳《科學超電磁砲》、《科學一方通行》的用語介紹。

## 世界觀

### 科學侧
學園都市
佔據東京都的三分之一（將東京西部佔據，並佔有埼玉縣和神奈川縣一部分的圓形城市），居住著230萬名人口，其中八成人口是學生的巨大都市。分為23個學區。和外部隔離，擁有領先世界20～30年以上的最尖端科技。所有學生都接受超能力開發。全世界都有合作組織。
由「統括理事會」全權管理。為防止技術、超能力者外洩，對人口進出有嚴格的限制。都市不存在警察，取而代之的是從學生中挑選出的風紀委員（Judgement）和教師自願參與的警備員（Anti-Skill）維護治安，甚至可以組織成軍隊。
所謂學園都市分為兩個層面，在表面名義佔有東京三分一地區日本一部分，實際上幾乎是國中國。
成為國中國的原因是實際學園都市是日本的同盟國和投資國的治外法權，所以在上層的科學家來自世界各地，形成了實際龍蛇混雜的各國共管，而防務由各國派遣名義的僱傭兵負責。
第21學區位於山岳地帶(標高約200公尺)，具有城市水源的幾座水壩，參考SP第247頁
科學結社
學園都市的外部敌对組織。和天井亞雄與結標淡希勾結，企圖在最後之作的脑中植入病毒造成妹妹失控，后来利用結標取得樹形圖的設計者殘骸並企图加以復原，不过全部失败。最后被黄泉川剿灭。
反學園都市科學守衛者
因為認定學園都市表現得太過侵略，能輕鬆改變世界大國的歷史，為了國防而與學園都市單方面切斷合作關係的學園都市主要合作機構二十七社所成立的新機構。在東歐巴格吉城舉辦「天擇者」競賽，最後在「木原」、「搗蛋鬼」及上条當麻的衝突下徹底解體。

### 宗教（魔法侧）
十字教
故事中唯一經常地出現的宗教，也是指現實的基督宗教的化身，名稱借用了元代對基督教的別稱，因為其都尊崇十字架。
原著小說中到第四集才被稱為十字教，在第三集或以前一直照現實稱為基督教。而動畫或漫畫中一直以十字教相稱。
和現實的基督教有很多不同的地方，例如常忌諱直呼教主耶蘇之名，常代以聖人或神之子稱呼。
而且常表現出使用魔法的傾向，而羅馬正教也算是故事世界觀中最大的魔法結社。
英國清教
位於英國的十字教分支，英國三大派系中的「清教派」。代表英國與學園都市結盟，原型是現實中的英國國教。內部派系林立，勢力複雜，因為在故事原著初期茵蒂克絲自稱仍然「屬於舊教」，其實屬於一個較小的教會舊天主教。但在第四集起便把歷史上曾經敵對的清教主義和聖公會還有英國舊天主教，都一律統一稱作「英國清教」，似為了不很熟新教和英國事務的讀者理解，與天主教不能簡單等同羅馬天主教，即使在教義上不同都說成是同一教會。但在英國的非天主教的基督徒多半有不服從羅馬教廷的共識。
必要之惡教會
英國清教下屬「第零聖堂區」，清教的核心。專門為狩獵魔女、審問異端、對付魔法師這些「惡事」設立，久而久之成了清教的核心機構。最高主教蘿拉·史都華也是該教的實際領導者。
天草式十字淒教
幕府時代延續至今的日本地下教會組織。為了躲避幕府追擊，將教義徹底偽裝成神道教和佛教，因此朝著和其他教會往不同的方向進化。專長是在檯面下做事，將偶像原理發揮到極致，能夠以對話、吃飯、穿著等看似無所謂的動作進行魔法詠唱或儀式，同時是擅長武器的戰鬥集團。根據第四集，由於融合佛教、十字教與神道教，彼此截長補短，似乎已消除所有弱點。規模很小，只有50人左右的戰力。
於第七集開始成了英國清教的一部份。
原型是現實中的日本基督教。
黄金黎明
曾是欧洲最早、最大的魔法结社，在很久以前已解体，分散成的小组织统称“黄金系”。亚雷斯塔.克劳利在退出魔法成为学园都市理事长之前曾是其中成员。“黄金黎明”魔法结社是目前已知的实力最强组织，但早在故事开始前就已经分裂，原因不明。蕾薇妮雅·柏德蔚所在的“黎明晨光”魔法结社也是其中的一个分支。
羅馬正教
在世界上，橫跨113國，擁有20億信徒；是世界最大宗教團體兼十字教分支。信徒雖多，大多數是不會或不知道魔法存在的一般人，魔法勢力和英國差不多。在各種派系的教會組織中特別討厭科學勢力。名義領袖為羅馬教皇，實際受著「神之右席」左右。原型是現實中的天主教教廷。
於第十一集結尾向上条當麻發佈格殺令。
於第十三集的0930事件後與俄羅斯成教聯手對學園都市宣戰。
神之右席
羅馬正教中最深的地下組織。成員有四名，並且對照主要的四大天使賦予相對的屬性稱謂，有「右方之火」、「左方之地」、「前方之風」、「後方之水」四人，實力都是恐怖至極。本是為輔佐教皇而設，但往往引其強大力量反而左右教皇。組織目的似乎是要達到「神之上」。
受頭目右方之火指揮，於第十一集開始對上条當麻展開格殺行動，意圖得到其右手。在其他三人均失敗後右方之火親自出動，掌控了正教實權並發起第三次世界大戰來完成自己的計畫。
在第二十二集中，右方之火亦被上条當麻擊敗後，神之右席名存實亡。
西班牙星教派
因历史原因而与英国长期对立的魔法结社，在“大航海”时代就掌控了南美大陆的旧教势力。在十多年前曾袭击并绑架英国第三公主薇莉安，在多佛尔海峡被后方之水击溃。
俄羅斯成教
位於俄羅斯的十字教分支。是專長幽靈狩獵的教會組織。與羅馬正教聯合。在右方之火指使下操控俄羅斯政府發起第三次世界大戰。原型是現實中的俄羅斯東正教。

### 國家
英國
魔法勢力較發達的國家，由皇室派、騎士派、清教派三大勢力共同掌握著。目前和學園都市結盟。
纳粹德国是一个信仰神秘学和黑科技的政权，背后靠山为连学园都市和整个世界的科技都不能对抗的宇宙人和宇宙人黑科技，也在宇宙人的帮助下掌握了超越整个魔禁世界和学园都市(科学侧)科技的黑科技，学园都市和西方盟军的宿敌，目前和前苏联结盟
法國
長期和英德敌對的國家，有一定魔法勢力。第三次世界大戰中與俄羅斯聯合同時对英德與學園都市開戰，但在得知俄羅斯幕後計畫後暫時停戰。法国中部的奥尔良骑士团是法国最大的魔法结社。
俄羅斯
前苏联一解体就被魔法侧(成教)势力渗透(颠覆)掌控的政权。於10月18日向學園都市(科学侧)發出宣戰的最後通牒，隨後於10月19日對學園都市開戰。但由於學園都市本就是日本領土，引起了日本的同盟國(包括了西方盟军)和投資學園都市的各國(包括了中國和印度)派兵圍剿俄國(前苏联)與其盟友的法國和法西斯義大利等，最後掀起第三次世界大戰。
伊莉沙里納獨立國同盟
位於俄羅斯西部，是數個反對俄羅斯的獨立國締結的同盟。和歐盟（僅限於申根区成員國）一樣保持共通的貿易，國家之間的人和物資的流動都不需要護照。被俄羅斯(前苏联)視為眼中釘。
前苏联俄罗斯前身，科技工业实力雄厚信仰无神论的政权，也是世界上第一个反对魔法侧和拥护马列思想的政权，魔法侧和西方盟军的强敌，目前和纳粹德国结盟
美國
舉世聞名的世界(资本主义)大國，但魔法勢力與超能力等非正統科學勢力發展卻非常薄弱(费城实验)的國家(西方盟军老大)。

## 學園都市關聯

### 教育機構
上条就讀的高中
校名不明，本作沒有提出。位於學園都市第7學區的學校，程度似乎比較低，因此学园都市理事不会经常给这个学校拨款。學生約數百名。
常盤台中學
位於學園都市第7學區的女性初中學校。以「培養在受完義務教育後在世界上的有用人才」，而實施英才教育。而且这个学校是一个贵族学校，根据小说中上条当麻和茵蒂克丝看到的菜單，常盘台中学学生的一顿饭价值4万日元。但是据御坂美琴所说，常盘台中学对于优异的能力者会提供经济上的援助。學生人數約200人左右，目前有兩位學生是等級5（御坂美琴、食蜂操祈）、47個等級4（白井黑子、婚后光子等大能力者）。儘管在校外活動、寒暑假期，學生還是必須穿著制服。
學生起碼要有等級3才可入學。有某個外國的名門貴族打算讓其女兒就讀，但因為不到等級3而被打回。
柵川中學
位於學園都市第7學區，風紀委員第177支部所在的初中學校。初春和佐天在此學校就讀。
霧丘女子學院
學園都市第18學區的高等學校。能力開發與常盤台皆為名校。这个学校比较喜欢具有稀有能力的学生，比如姬神秋沙（吸血杀手，但現在已轉學就讀上條的高中）、風斬冰華（只是名義上而已，因為她自己本身只是AIM擴散力場組成）、結標淡希等人均在此就讀。
長點上機學園
學園都市第18學區的高等學校，同時也是學園都市裡最頂尖的學校。一方通行以名義上在此就讀。雖為名校，但因其入學標準定向為「只要有某項特殊才能即可就讀」，因此不見得所有學生都是高等級的能力者。

### 組織、集團
统括理事会
学院都市的统治机构，由1位理事长和12位理事组成。全面管理和统治着都市，享有贵族式的特权。理事多是些为谋私利不择手段的卑鄙人物，相互勾心斗角，在学院都市构建起地狱般黑暗残酷的暗部世界。但也有少数真正为学生利益着想的人。
在小說13集被前方之風殺掉數名理事，但亞雷斯塔表示「要補充多的是」。
风纪委员（Judgment）
学园都市中维护治安的组织，其职责是护学校系统内的和平与秩序。由于都市内大部分人都是学生，风纪委员的任务是抓住那些滥用其能力的不法分子或其它罪犯，以及保护学生。当遇到风纪委员不能处理的情况时，他们的上级、城市的治安部队以及警备员将会接管，更像是兼职的平民巡逻人员。都佩戴印有绿色盾牌的臂章做为标识。
並不是能力較高的人才能成為風紀委員，基本上，如果有在風紀委員工作中有擅長利用的能力，也有機會成為風紀委員。例如擁有豐富電腦知識的初春飾利。
白井黑子、初春饰利和固法美偉等人便是风纪委员。
警备员（Anti-Skill）
学园都市中的警察和安全部队，不同于风纪委员，警备员都是成年老師，為志願性質（無薪），而且大多数是受过训练的非能力者。训练内容是维护都市日常活动和安全，并且处理那些滥用其能力的能力者。大多数警备员都装配有能抵抗能力的特种装甲，以及武器与防暴装备。这些表明当他们不得不出场时，情况一般都很严重。标志为类似W字形的三叉戟。
Skill Out
學園都市無能力者的武裝集團之統稱，並不是指單一集團，而是複數的團體。不同集團的成員有多有少，大多是翹課不去學校和夜間行動的傢伙。通常會以一群人襲擊等級較低的超能力者。是風紀委員和警備員之痛。
在930事件後，為了阻止在學園都市內即將發生的能力者對無能力的大規模襲擊，其中一個集團的首領駒場利德統合複數集團的意見，集中人力和資源，計劃癱瘓學園都市的治安機關後，同時對能力者進行先制攻擊，但計劃因學園都市高層以暗部組織「集團」進行鎮壓而未能實行，駒場利德被「集團」成員一方通行所殺。殘存下來並參與計劃的成員為了保命，在推出濱面仕上成為新首領後，接受了暗部殺死意見和學園都市相對的御坂美鈴的委託，但行動被上條當麻及一方通行阻止。濱面仕上在事件後離開，成為「道具」的下層成員，由服部半藏接下首領的位置。
才人工房
学院都市在第二学区的一所研究机构，机构原意想研究天才、伟人等的诞生。其中内部计划计划旨在从当时处于Level3的蜜蚁爱愉和食蜂操祈选出一个投入全部资源培育为Level5的超能力者，最终选择了食蜂操祈而放弃蜜蚁爱愉。除外还尝试培育御坂美琴的克隆体——多莉。除此之外，警策看取、帆风润子、悠里千夜、弓箭入鹿、弓箭猎虎等也参与过作为实验体，操齿凉子是其中一名研究人员。
由于食蜂操祈的成功，机构利用食蜂操祈的大脑皮层培育出“外装代脑”（Exterior）来用于控制获得拥有期望能力的人。“外装代脑”的完成加上多莉的死亡，研究人员想卸磨杀驴，杀死食蜂，但被食蜂察觉，抢先洗脑掉全部研究人员，控制了整个机构，最终通过与统括理事会交涉，才人工房的实验计划被叫停，食蜂掌控了旗下实验设施，实验体被遣散。

### 暗部組織
獵犬部隊（Hound Dog）
學園都市暗部組織，首領為木原數多，擅長利用如嗅覺感應器的科技搜索及追殺目標。聽從亞雷斯塔指示行事。
成員大多都是享受追捕疑犯時快感的原警備員，或鑽研「不留痕跡的拷問方式」之类的分析技術者，基本上全員都是互相蔑視對方的人。成員之間均以假名相称。
在應對前方之風的入侵而受亞雷斯塔指示展開捕捉最後之作的行動，在最後之作腦中注入病毒。最後因首領木原數多被一方通行殺死而令組織停止運作，之後殘存成員隨同「人員」、「學校」、「道具」及「區塊」的殘存成員組成的新小隊執行抹殺濱面仕上的行動。
集團（Group）
學園都市最大暗部组织。四人一组行动。無首領，成員有第一名的一方通行、土御門元春、海原光貴（艾扎力的假身份）、結標淡希。組員之間只是以「互相利用」的關係連繫著。
上级是身分不明的電話男。第三次世界大戰後經一方通行交涉而解散。
人員（Member）
亚雷斯塔的直属暗部组织，作為亚雷斯塔的「手腳」而行動。掌握很多高科技设备和武器。首领为博士，主要成員有馬場芳郎、查樂和紅色水手服（索綺特的偽裝）。前任聯絡員為警策看取。
在10月9日的事件中，主要成員被全滅（博士被垣根帝督殺死、查樂被一方通行殺死、紅色水手服（索綺特）被海原光貴（艾扎力）打敗、馬場芳郎被困於避難所中），組織停止運作，之後殘餘人員集和「學校」、「道具」及「區塊」的殘存成員組成新的小隊執行抹殺濱面仕上的行動。
道具（Item）
统括理事会直属暗部组织，直接高层为「電話女」。负责镇压其他暗部的暴动，阻止統括理事會及高層的失控。主要行动人员有四人，其余为后勤人员。首领为第四名的麦野沈利，主要成員有絹旗最愛、瀧壺理后和芙蘭達·塞伊文。後期追加離開Skill Out的濱面仕上作打雜人員。
曾受委託保護接連被破壞的研究設施，因而和為了阻止超能力進化實驗進行而破壞設施的御坂美琴交戰。在10月9日的事件前，殺死了「學校」的狙擊手弓箭獵虎作為對「學校」的警告。在10月9日的事件中，為了阻止「學校」的叛亂而行動，事件最後因成員內訌（芙蘭達在與「學校」交戰中因不敵而投降並泄露組織情報後被麥野腰斬、濱面為阻止麥野迫瀧壺使用「晶體」而打倒麥野）而導致組織實質上的毀滅，只留下絹旗一人繼續接受暗部的工作。在第十九集中，被下令與「人員」、「學校」及「區塊」的殘存成員組成新的小隊工作。
在第三次世界大戰後，透過持有「資質排行」的檔案作為籌碼，「道具」正式脫離暗部，成為單純的學生團體。
學校（School）
學園都市暗部組織。首领為垣根帝督，主要成員是「心理定規」與譽望萬化，以及前任狙擊手弓箭獵虎。為了發動叛變而與「人材派遣」接觸並雇用狙擊手砂皿緻密。
10月9日事件中发动叛变，欲分析出「鑷子」所攜帶的訊息，藉此得到與統括理事會長亞雷斯塔談判的機會。叛變失败後，除「心理定規」及砂皿緻密（陷入昏迷）外，成員幾乎全滅（垣根帝督被一方通行重創至失去大部份身體，譽望萬化被麥野殺死）。在第十九集中，殘餘人員與「人員」、「道具」及「區塊」的殘存成員組成的新小隊執行抹殺濱面仕上的行動。
區塊（Block）
學園都市暗部組織。首领为佐久辰彦，主要任務負責監視與學園都市外部協力機關之間的合作。主要成員有手鹽惠未、鐵網和山手。成员多是无能力者。
在9月30日的事件中察覺在學園都市外有能與亞雷斯塔對抗的力量而開始計劃叛變。在10月9日的事件前，為「學校」介紹「人材派遣」以提供狙擊手協助「學校」的叛亂行動。在10月9日的事件中，由外部引入傭兵協助行動，企圖控制感化院內的囚犯，迫使結標淡希合作協助進入沒有門窗的大樓並暗殺亞雷斯塔，叛變最終失敗（佐久辰彦被手鹽惠未打暈、手鹽惠未被結標淡希打敗、鐵網和山手被海原光貴（艾扎力）重傷及殺死），主要成員被捕後組織停止運作。在第十九集中，殘餘人員與「人員」、「道具」及「學校」的殘存成員組成的新小隊執行抹殺濱面仕上的行動。
迎電部隊（Spark Signal）
专门应对情报泄漏的學園都市暗部部队。
第十九集中发动叛变要求统括理事会公开「龍」的情报，被「集團」全灭。
新生
第三次世界大戰一方通行胁迫都市解散暗部后，重新组建的新暗部组织。已知成员有黑夜海鳥和銀色十字‧阿尔法。
黑鸦部队
剧场版恩底彌翁的奇蹟出场。学园都市的私设治安维持部队，队长为莎特奥拉·塞昆齐亚，受雷蒂丽·坦格洛德直接指挥。
食屍部隊
在科學一方通行出场。首领是饭栖丽塔，直属于亡本里藏。在外传《科学一方通行》篇去灭口劫持御坂妹妹失败的暗部组织DA，但被一方通行介入并击败，被暗部阵营嘲讽为“暗部之耻”，只能接一些小任务。之后在外传《超电磁炮》“天赋梦路”篇负责押运操歯凉子的“分身”，由于畏惧中途介入的美琴而选择和她合作，技术上将目标“押运”到目的地并得到确认，随后也协助美琴拯救了凉子。任务完成后争取到恢复队伍地位的请求。外传《超电磁炮》“越狱”篇为了奖金而参与了越狱测试，但铩羽而归。
成员大部分极为憎恨教师，坚信只要逐个杀掉教师，就找到“教导主任”、“校长”（比如统括理事会会长）这样的邪恶根源，在除掉他们之后，学园都市就会变得更好。对队伍名字并不满意，希望有类似Group等其他暗部的英文名称。
法式大餐
在科學一方通行出场。直属于亡本里藏。负责帮亡本收集各种异常的“食材”制成佳肴来款待亡本的贵宾们。

### 裝置、兵器、技術
樹狀圖設計者（Tree Diagram）
世界最先進的超级電腦。由特殊材料制成。能夠以分子規模高速模擬空氣變化的超高速平行演算處理器，能夠在計算的空檔模擬一個月分的天氣。平時装载於學園都市上方的同步衛星「織女一號」。實際上使用暴力破解解決問題（根據一方通行所言，1*10=10用1+1+1+1+1+1+1+1+1+1=10計算等等。），搭載程式好壞尚未定論。位於學園都市上的人造衛星上，在動畫一季第六集不幸地被茵蒂克絲放出的魔法「龍王之嘆息」從宇宙中破壞。動畫第二季第八集中核心被回收，但被一方通行徹底破壞殆盡。
幻想御手（Level Upper）
利用共感觉性来干涉使用者的脑波的一段音频文件，作者是木山春生，作为基准来使用的标准脑波信号也是她的脑波。能将多個听者的头脑联系起来，构成一个“單一的巨大頭腦”狀的網路，以让其能够执行高度的演算作业。而使用者能力等级上升则是其结果（LV0，LV1，LV2能直接上升2级，LV3以上不明），也成为了其命名的来源。
由于借此进入了同样的脑波网络，使得使用者的能力的处理速度有所上升，并且由于该人的演算能力产生了一时间的上升，并与同系统的能力者共有了相同的思考模式，从结果上来看使得该人能够更加有效率的行使其原本的能力，让其认为能力有所上升。但是，由于在使用的同时该人物也接受着他人强行借用脑波的情况，最终使用者会被完全的融入该网络，并且大脑的自由也被夺去，导致其陷入意识不明的状况。
幻想猛獸
是木山由妹妹網路得到啟發而發明，酷似嬰孩的AIM力場集结体。由木山春生在與御坂美琴的战斗中失控，溢出過多的AIM力場而形成。疑似為「幻想御手」的具象化。在初春使用反向「幻想御手」的治愈程序後開始瓦解，最后被御坂美琴消灭。与風斬冰華是同類。
鋼鐵擊破者（Metal Eater）MX
改良於海灣戰爭中「巴雷特（Barrett）M82A1」。這把狙擊槍由於後座力太強，設計者認為連發功能並不實際，因此未加入連發功能，而「鋼鐵擊破者」便是將這種槍械强行加入連發功能後的實驗槍。
在一方通行的進化實驗中御坂妹曾用來狙擊一方通行。
F2000R「玩具兵」（Toy Soldier）突擊步槍
這把突擊步槍能夠以紅外線瞄準目標（原型為現實存在的突擊步槍 FN F2000），並且擁有即時調整彈道的電子控制機能，可以「讓子彈最有效率地擊中目標」。開槍者並不需要去思考風向及目標物的預期閃避方式等等。不但如此，藉由覆蓋在槍身上的衝擊力吸收用橡膠與二氧化碳，枪械射擊的后坐力已被減低到極限。如果說對戰車用狙擊槍「鋼鐵擊破者」是連彪形大漢都難以掌控的怪物，那號稱反作用力小到「連雞蛋殼都不會撞破」的F2000R就是連小學二年級學生都可以輕鬆操作的「怪物」。
在一方通行的進化實驗中御坂妹曾用來對抗一方通行。
驅動鎧（Powered Suits）
HsPS-15
學園都市外部危機鎮壓用新型驅動鎧甲，通稱「巨大兵器」。
MPS-79
學園都市少年監獄管理用舊型驅動鎧甲。通稱「驅動鎧」。
HsAFH-11
學園都市內部危機鎮壓用無人直升機，通稱「六翼」。
HsB-02
學園都市外部危機鎮壓用超音速噴射機。用於作戰時能做出許多精巧的動作，為了讓駕駛員能承受速度與動作造成的巨大壓力，駕駛員的身體都進入半冷凍狀態強化抗壓性，僅僅保持意識直接對機器下指令。
HsF-00
學園都市開發噴射機，通稱「超音速轟炸機」，最大時速七千公里(相當約5.7馬赫)，跨越半個地球僅需2小時。装有能擊穿地殼的強力對地武器。也能作為運輸機使用。
合歡
「人員」的首領博士所發明的，散佈在空氣中的懸浮粒子武器，可銷毀動植物的細胞，曾用來對抗垣根帝督和後方之水。
印地安撲克
前身是“才人工房”为了模拟学习装置而制作的卡片。在外传超电磁炮《天赋梦路》篇中操齿凉子为了应对其分身的“灵魂”突破躯壳的危险性而重新制造并散布，期望在通过人们在梦中学习特定知识的方式，散布后两个月能找到消抹自己灵魂让“分身”成为真正意义上的人类。最终由于卡片有泄漏机密的风险，并且凉子的期望已经实现的情况，卡片源头被截断后慢慢消亡。
巨乳御手（Bust Upper）
其中一张S级超珍贵的印地安撲克，能提升使用者的胸围水平。御坂美琴和绢旗最爱曾经为此争抢而意外将其混在其他印地安撲克中，两人买下全部印地安撲克后逐张验证期间，被一只乌鸦捡走，而掉在某路人手上，该路人之后可能使用后，证实确实有效。
鑷子
用於抓取學園都市的「滯空迴線」所製作的機器，起先模樣為兩指較為細長的機械手臂，後被垣根帝督改造做為可攜式的長刃手套，後來在垣根帝督被一方通行擊敗後，由「集團」回收，並竊取有關「龍」的資料。

### 計劃、實驗
絕對能力進化計劃
實驗的內容是超能力者一方通行殺害128個「超電磁砲」就能變成「絕對能力者」，但由於超電磁砲只有1個，因此實驗改成只要他在2萬個戰場裡殺害2萬個御坂妹妹就能進化為最強的絕對能力者。由于御坂美琴和上条当麻分别发现了计划，并被上条当麻以“无能力者击败超能力者”的方式击败了一方通行，计划失败终结。
量产型能力者计划
以御坂美琴的基因数据为模板，批量生产超能力者的计划，后来由于生成的个体“妹妹们”平均能力只达到“异能力者”至“强能力者”的水平，远达不到本尊的水准，计划被冻结。
第三次複製人計劃
學園都市高層企圖抹殺一方通行而開啟計劃，專門製造出的新的「妹妹」，代號「番外個體」（Misaka Worst）。
失控能力法則的解析用誘爆實驗
木原幻生在欺骗木山春生的情况下，将木山春生教导的弃童，通过刺激超能力者的AIM扩散力场来寻找让能力失控的条件。实验导致全部弃童变成植物人，木山为了寻求救治方法多次请求使用“树形图设计者”无果后，研制出“幻想御手”来制造人脑运算网络代替。

黑暗五月計畫
以一方通行的演算模式，試圖將能力者的「屬於自己的現實」強化的實驗，存活率相當低。目前已知的實驗者僅有四位（绢旗最爱、黑夜海鸟、钓钟茶寮、杠林檎）。由于黑夜海鸟被强化的能力攻击性杀死了计划的研究员，导致计划被破坏，而且除绢旗外，其他实验体的性格都受到一方的性格影响而变得凶残。
制作人计划
以弃童为研究材料，研究能力寄宿在能力者大脑的何处。

人力資源計劃
药味久子主导的表面上为清除“会对上层造成影响”学院都市的“英雄们”，实际为借助芙蕾梅亚·塞维伦来将自己的存在转移到AIM扩散力场中，成为比风斩冰华、艾华斯还要高等的存在的计划。但由于塞维伦的转变，并且在上条当麻、全部Level5超能力者、滨面仕上等人阻碍下而失败。

### 其他學園都市關聯
虛數學區・五行機關（Primary Knowledge）
謠傳是暗中統治學園都市的組織，被認為是學園都市最初的研究所，外部教會和魔術師則認為是亞雷斯塔居住的「沒有門窗的建築」。實際上是230萬人份能力者放出之AIM擴散力場重疊而成、与學園都市叠合的奇异空间。
没有门窗的大楼
位于第七学区的奇异建筑，无门无窗，仿佛完全密封。是理事长亚雷斯塔的居所。要想进入只能有一名被称为“带路人”的传送能力者带入。亚雷斯塔平时从不离开此楼。
异常坚固，一方通行「自稱延缓地球自转五分钟」，所放出的全力一击对其完全无效。
在新約第五集終於被索爾用工程機器打開了一個洞，救出芙羅蘭·克洛伊杜尼了。
大霸星祭
學園都市所有學校一同舉辦的超大規模運動大會，於9月19日到25日一週內舉辦。期間內學園都市幾乎對外公開，也有電視轉播。雖然比賽內容和一般的運動會差不多，但因為推薦使用超能力（不得危害觀眾，因此也有高等級能力者反而無法施展能力），幾乎成為華麗的超能力大戰。

## 超能力關聯
超能力
所有學園都市的學生都藉由藥物、催眠術等方式取得超能力（概念接近現實中所謂人體科學）。藉由腦內個人的現實（Personal Reality）對微觀世界造成影響，並因混沌理論而將影響放大、擴大，形成超能力。有各種不同能力，能力名稱分為官方名稱（如念動力、發火能力等）以及稱號。
通常是達到一定強度或特殊性才會有稱號，如「超電磁砲」即為御坂美琴的稱號，而其能力的官方名稱為電擊使（Electro Master）。能力以威力和綜合干擾係數分級，共分為無能力（等級0）、低能力（等級1）、異能力（等級2）、強能力（等級3）、大能力（等級4）、超能力（等級5）、絕對能力（等级6），等級高的菁英享有極高智商的附加優勢。每隔一定時間會重新測定一次。也有像削板的「解析不能」與姬神的「吸血殺手」等分類外的原石能力。
而御坂美琴則是整個學園都市中僅有的七個超能力者之一，排名第三，是電擊系能力的頂尖人物。任何有能力的人士，只要經過開發就會具有能力，即使是像土御門這樣等級0，但依然會有微弱的能力。而上條因為完全沒被發現任何能力，是真正的「無」能力者。

### 超能力種類
| 系類       | 中文名稱             | 日文名稱             | 英文名稱            | 能力者（能力等級）                            |
| ---------- | -------------------- | -------------------- | ------------------- | --------------------------------------------- |
| 系統不明   | 幻想殺手             | イマジンブレイカー   | Imagine Breaker     | 上条當麻（Lv0）                               |
| 原石特質系 | 吸血殺手             | ディープブラッド     | Deep Blood          | 姬神秋沙（不明）                              |
| 原石特質系 | 解析不能             | できませアナリシス   | Unknown             | 削板軍霸（Lv5）                               |
| 原石特質系 | 細胞接合             |                      |                     | 田妻暮亞（不明）                              |
| 視覺變化系 | 透視能力             | クレアボイアンス     | Clairvoyance        | 固法美偉（Lv3）                               |
| 視覺變化系 | 預知能力             | ファービジョン       | Far vision          | 美山寫影（不明）                              |
| 光學操作系 | 偏光能力             | トリックアート       | Trick Art           | 不良少年（Lv2）                               |
| 發火能力系 | 定溫保存             | サーマルハンド       | Thermal Hand        | 初春飾利（Lv1）                               |
| 發火能力系 | 火炎放出             | ファイアスロアー     | Fire throwe         | 丘原燎多（Lv3）                               |
| 肉體強化系 | 肉體再生             | オートリバース       | Automatic Reverse   | 土御門元春（Lv0）                             |
| 肉體強化系 | 肉體變化             | メタモルフォーゼ     | Metamorphose        | 尚未提起                                      |
| 肉體強化系 | 天衣裝著             | ランペイジドレス     | Rampagedress        | 帆風潤子（Lv4）                               |
| AIM感知系  | 能力追蹤             | AIMストーカー        | AIM Stalker         | 瀧壺理後（Lv4）                               |
| AIM感知系  | 多才能力             | デュアルスキル       | Multi Skill         | 木山春生（Lv4-5?）、木原幻生（Lv3-4?）        |
| AIM感知系  | 擴散代理             | ばらつきゴースト     | Diffusion Ghost     | 珍妮 (Lv3-4)                                  |
| AIM感知系  | 真相不明             | カウンターストップ   | Counter Stop        | 風斬冰華（不明）                              |
| 移動能力系 | 空間移動             | テレポート           | Teleporter          | 白井黑子（Lv4）                               |
| 移動能力系 | 座標移動             | ムーブポイント       | Move Point          | 結標淡希（Lv4）                               |
| 移動能力系 | 死角移動             | キルポイント         | Kill Point          | 查樂（Lv3）                                   |
| 發電能力系 | 電擊使               | エレクトロマスター   | Electro Master      | 番外個體（Lv4）                               |
| 發電能力系 | 缺陷電氣             | レディオノイズ       | Radio Noise         | 妹妹們（Lv2-3）、最後之作（Lv2-3）            |
| 發電能力系 | 超電磁砲             | レールガン           | Railgun             | 御坂美琴（Lv5）                               |
| 發電能力系 | 原子崩壞             | メルトダウナー       | Melt Downer         | 麥野沈利（Lv5）                               |
| 大氣操作系 | 氮氣裝甲             | オフェンスアーマー   | Offense Armour      | 絹旗最愛（Lv4）                               |
| 大氣操作系 | 氮氣爆槍             | ボンバーランス       | Bomber Lance        | 黑夜海鳥（Lv4）                               |
| 大氣操作系 | 空力使               | エアロハンド         | Aero Hand           | 婚後光子（Lv4）、佐天淚子（Lv0）              |
| 大氣操作系 | 風力使               | エアロシューター     | Aero Shooter        | 尚未提起                                      |
| 大氣操作系 | 空氣氣球             | エアバッグ           | Air bag             | 尚未提起                                      |
| 念動能力系 | 念動力               | テレキネシス         | Telekinesis         | 海原光貴（Lv4）、切斑芽美（Lv4）、明美（Lv0） |
| 念動能力系 | 氣力絕緣             | インシュレーション   | Insulation          | 薄絹休味（Lv3）                               |
| 念動能力系 | 水流操作             | ハイドロハンド       | Hydrohand           | 灣內絹保（Lv3）                               |
| 念動能力系 | 微細構築             | ミクロテクラスチャー | Micro Tekurasu Char | 柊元響季（Lv0）                               |
| 念動能力系 | 衝擊擴散             | ショックアブソーバー | Finely constructed  | 尚未提起                                      |
| 念動能力系 | 紙型衣裝             |                      |                     | 作樂木鳴葉（Lv3）                             |
| 精神感知系 | 讀心能力             | サイコメトリー       | Psychometry         | 二石香車（Lv2）、春上衿衣（Lv2）              |
| 精神感知系 | 認證穿刺             | マリシャスフェイク   | Malicious Fake      | 櫻坂風雅（Lv1）                               |
| 精神感知系 | 意見解析             | スキルポリグラフ     | Skill Polygraph     | 鐵網（不详）                                  |
| 精神感知系 | 念話能力             | テレパス             | Telepath            | 口囃子早鳥（Lv3）、枝先絆理（不详）           |
| 精神感知系 | 心理定規             | メジャーハート       | Major Heart         | 心理定規（不详）                              |
| 精神感知系 | 心理穿孔             | メンタルスティンガー | Mental Stinger      | 蜜蟻愛愉（Lv3）                               |
| 精神感知系 | 精神感應             | テレパシー           | Telepathy           | 四葉（Lv4）                                   |
| 精神感知系 | 心理掌握             | メンタルアウト       | Mental Out          | 食蜂操祈（Lv5）                               |
| 其他能力系 | 一方通行（矢量操作） | アクセラレータ       | Accelerator         | 一方通行（Lv5）                               |
| 其他能力系 | 未元物質（不常物質） | ダークマター         | Dark Matter         | 垣根帝督（Lv5）                               |
| 其他能力系 | 暴風車軸             | バイオレンスドーナツ | Violence Doughnut   | 雲川鞠亞（Lv2）                               |
| 其他能力系 | 流體反發             | フロートダイヤル     | Floatdial           | 泡浮萬彬（Lv3）                               |
| 其他能力系 | 量子變速             | シンクロトロン       | Synchrotron         | 釧路帷子（Lv4）、介旅初矢（Lv2）              |
| 其他能力系 | 絕對等速             | イコールスピード     | Equal speed         | 強盜少年（Lv3）                               |
| 其他能力系 | 表層融解             | フラックスコート     | Flux Coat           | 大姐頭（不详）                                |
| 其他能力系 | 油性兵裝             | ミリタリーオイル     | Military Oil        | 相園美央（Lv4）                               |
| 其他能力系 | 稀土擴張             | アースパレット       | Earth Palette       | 莎特奥拉·塞昆齐亚（Lv4）                      |
| 其他能力系 | 液化人影             | リキッドシャドウ     | Liquid Shadow       | 警策看取（Lv4）                               |
| 其他能力系 | 鳥瞰把握             | プレデター           | Predator            | 飯棲麗塔（Lv3）                               |
| 其他能力系 | 視覺妨害             | ダミーチェック       | Dummy Check         | 重福省帆（Lv2）                               |

能力评级及对应评价：
絕對能力者（LEVEL6）：以非神之軀，領悟天之意志者，無人抵達。
超能力者（LEVEL5）：能單獨一人對抗軍隊，目前只有7人。
大能力者（LEVEL4）：具有相當程度戰鬥力。
強能力者（LEVEL3）：能有效靈活應用於日常生活中。
異能力者（LEVEL2）：勉強能運用於日常生活。
低能力者（LEVEL1）：稍微略強於LEVEL0。
無能力者（LEVEL0）：幾乎等同没有能力，占學園都市能力者的60%。

### 能力小知識
身體檢查（System Scan）
對學生做能力等級測試的檢查。如同一般身體檢查，會對目前能力高低做不同的特定測試。
AIM擴散力場
能力者無意識中散發出的特殊力場。「AIM」是「An Involuntary Movement」的略稱，能力者各自在無意識間釋放與自己相同的能力。力場非常微弱，唯有精密儀器方能測知。小萌老師的朋友正在研究。對能力者的「個人的現實」有重要影响。
放電能力者會因此被動物討厭，空間移動能力者會因此不能被其他空間能力者移動。此外，虛數學區‧五行機關也是AIM擴散力場所構成的存在。
個人的現實（Personal Reality）
能力使用上的基礎。借由能力開發將受試者的現實進行「割裂」而得到。受到能力者精神狀況和AIM力場狀況互相影響。對其掌握程度直接決定能力的強弱。
以非神之身到達天上的意思者（SYSTEM）
被普遍認為是能力開發的最終目標，也就是LV6的最高境界。小萌老師敘述如果出現持有人類以上的狀態的人，此人連上帝（神明）的回答，都能夠完全理解。
原石
在本篇小說魔法禁書目錄SS2首次提到，是指那些非經過人為因素而在自然環境下形成的能力者的統稱，也就是一般大眾印象中天生的超能力者。產生機率極微小，全世界約有50人上下，由於非常少見（小說中目前僅提到3例），而且能力種類通常十分稀奇古怪，所以目前整體具體未明，而僅從各個角度提到在小說中各種不同族群對於原石的看法。
SS2中被學園都市從全世界各地由妹妹們收集護衛到都市裡進行保護。
主要分別是幾個的角度：
- 學園都市內部的2個族群有

- 研究者或知道魔法存在的族群角度：（見魔法禁書目錄SS2第十一章）

1. 分为只能由自己创造出的能力者，和最初就是的人
2. 学园都市做出来的是人工鑽石，而在完全相同的环境下由自然界来操作，就生出天然鑽石
3. 由於能力類型非常罕見因此與人工開發出來的放火或放電就可以說是「極易放出能力」不同，兩邊完全是不同方向的感覺。
4. 在『偽典•超電磁炮』中提到了對於目前世上最大顆的原石是學園都市排名第七的超能力者削板軍霸，木原一族研究的結論結果是「解析不能」，就連是否有利用AIM擴散力場也無從得知。在學園都市內部也是少數存在著的完完全全的黑盒子的其中之一。
- 非研究者的一般大眾：（見魔法禁書目錄SS2美容院裡的閒聊主題）

1. 一旦能人为的让某种现象成立，只要把自然界中的某些要因重合在一起，形成和實驗室完全相同的環境的话，不用借助他人之力就能引發相同的现象。如果對與鑽石的例子不满意，那麼可以想象成高壓的電槍，就像落雷一樣的例子。
2. 人工合成的鑽石和天然生成的鑽石之差别不會太大。
資質排行
都市高层掌握的秘密资料，所有接受开发能力的人其实有着固定的「資質（素养）=才能」，其能力能达到何种程度是早已决定了的現實。所謂「只要努力不懈，能力就能进化」，只是都市高層骗人的。
休斯·風斬
风斩冰华的人工天使形态。为使爱华斯降临而制造的範本模型，力量略逊真正的天使但相差无几。髮色變化成金色、頭上有彩虹一般的天環，與紫色雷電形成的翅膀。
御坂网络
由御坂妹妹的脑电波结成的网络。妹妹由此互相通信、共享记忆，也可作为超级计算器。被亚雷斯塔用作人工天界的基础。
RSPK症候群
能力者短暂能力失控的症状。
雜亂開放（Poltergeist）
大面積能力者同時爆發RSPK綜合癥所造成的災害。因與失控能力者和與之同能力的能力者AIM擴散力場共鳴而產生。主要為地震。

## 魔法關聯
魔法
使用異世界的法則引起各種現象的學問。
在科學與超自然還没有被區分的时代，人们看見任何的宗教奇迹語‘只在特定環境下培育’出来的天然能力者的力量之后，雖然不清楚那到底是什麼，可是也正因为無知而产生了憧憬。其结果就是產生出自己也想變得特别，不願甘于平凡的想法。這就是魔法的開端了。”
並非針對能力者設計，能力者使用後會引起拒絕反應，最壞的情況還會死亡（包括等級0的無能力者）。就算是非能力者，若信仰心低下的人頻繁使用還是有腦袋出問題的危險。
對十字教的魔法和靈裝可將其分級。人類所能使用最強不過“教皇級”；往上還有恐怖至極、能輕鬆毀滅世界的“天使級”神術，但也只能由真正的天使或是神才能使用，人類背負原罪的軀體是絕對不可能施展的（相反的，如果消除了「原罪」，人類還是有可能施展天使級術式，神之右席等人就是如此）。
魔法名（拉丁文+數字）
魔法師使用魔法的理由，成為魔法師時謹記在心。前面是拉丁文詞组，為防止重複後面接數字。數字重複時處置方式不明。
开始流行于19世纪后，是“近代魔法师”的一大標志。
本篇中經常戰鬥時沒報上魔法名，因為基本上是屬於不允許殺生的宗教，在教會勢力中以不喜歡殺生的人居多，且同樣信仰者不應該互相殘殺。

### 魔導書
記述魔法内容的書籍。
原典
記載著魔法知識的魔導書的原作。都記載著人類意識不能接受的“異世界的知識”，除非有精神防護，否則就算是瞟一眼都會對精神造成巨大破壞。要傳播時都是使用曲解、改寫后的“讀寫本”供人閱讀。但如果以堅強的意志忍著精神破壞的痛苦將其閱讀完畢，就能逐步獲得對這種異世界知識的精神免疫力。
因為寫作的內容是魔法，故在被創作過程中會吸取作者的魔力，成書后就相當于一個能自我循環的小型魔法，并也因此產生自衛功能，目前不存在將其銷毀的辦法(估計幻想殺手能把原典破壞)。本身除了作為書外，也可憑其擁有的魔法知識被改造成能投入實戰的武器，甚至是直接將其精煉成魔力吸收（可能出现意想不到的状况）。仿佛有意識一樣，有著協助“有利傳播自身知識的人”的特性。
讀寫本
轉述原典內容的魔道書。沒有原典的精神破壞等特殊性質，只是作為普通書籍傳播魔法知識存在。
法之書
亞雷斯塔創作的原典，由愛華斯協助完成。據說記述著讓人類以完全威力施放天使術式的方法，有著改變世界的力量。全書由密碼寫成，且有無數種破譯法，但至今除作者無人能正確解讀。封面寫著：“汝以欲而為，即為汝之法。”（愛華斯的話）
曆石
阿茲特克人記錄魔法的石板，刻有魔法知識於其上。也是一種原典。

### 魔術的分類
偶像原理
魔法使用的重要基礎。對任意兩個有相似之處的事物，力量會從強的那一邊按相似程度高低不同程度的分給弱的那一端；兩者相似度大到一定程度時，任意一端發生的變化都會在另一端重現。適用于一切場合，跨越了時間與空間的限制，包括處在天界的神子、天使都不能例外。魔法師可借由構造相似之處從天使甚至神那里得到力量，是一切魔法象征的基礎。
自動書記
項圈
英国教會在茵蒂克絲上所佈下的多層防禦網，束縛住她的魔力，使茵蒂克絲無法使用魔法。每過一年就必須洗除記憶。其魔法陣在茵蒂克絲的喉嚨深處。
帶有一個魔法人格“自動書記”，在茵蒂克絲重傷昏迷或當有人想解開項圈時就會覺醒，利用茵蒂克絲體內的十萬三千本魔道書中的知識做出對策。
配有外部控制器2个，但在原作第1集中最後被上条當麻的幻想殺手破壞。
獵殺魔女之王（Innocentius）
史提爾・馬格努斯能使用的教皇级魔術，由他將如尼符文與原典結合自創。超過攝氏3000度火焰巨人的顯現。
火巨人只能存在用符文作成的結界當中，在結界內連幻想殺手都無法完全破壞（正確的說法是不管消去幾次都會再生）。
巨人的威力是依照符文數量決定，但也有例外。在小說第七集中，天草式十字淒教幫助史提爾配置符文卡片，讓整個配置卡片的環境具有魔法意義，形成一個巨大的魔法陣，而只使用了4300張卡片的獵殺魔女之王威力大幅提升，並長出透明的翅膀。
在小說第一集中，使用影印機粗製濫造的符文被緊急噴水器破壞後，以後符文都經過防水加工處理。
魔術「紅術式」
土御門擅用的魔術之一，藉用陰陽道的四神之力對遠距離敵人進行攻擊的火屬性術式。
詠唱咒文、擺置魔法陣後，從全身發出強烈的淡藍色光芒，形成一道光柱後，將這股力量朝空中射去，朝目標的一點飛去破壞目標，威力非常強大。
在原作第4集中土御門曾用這招一擊就毀了上条的家，解決了天使墜落事件。
当完成詠唱後，魔術即構成，並在術者的周圍發出強烈的淡藍色光芒，形成一道光柱後，將這股力量朝夜空射去，朝目標的一點飛去破壞目標。
聖人
自出生時就擁有與「神之子」*相同的身體特徵及魔術記號的人，拥有近天使级别的战斗力，世上僅有20人不到。
聖人除了因為透過偶像崇拜理論可以接收到部分神之力，其身體特徵和神之子相似這點也才讓他們可以發揮那力量。
否則一般人就算可以得到神之力，身體也承受不住瞬間就會崩潰。
聖人被給予的力量不可能百分百全部使用出來。
其身體構造也讓他們在使用一般魔術時，出力能達到一般人魔術師無法比擬的程度。
以威脅性來講，聖人在魔法界的地位等同核武器，极为恐怖。
一般魔法師以為聖人既然繼承了「神之子」力量的一部分，他的弱點當然也繼承了。所以劇中身為聖人的神裂，一度遭到使用了神之子釘於十字架並被長槍刺殺的受難傳說為根基，名為刺突杭劍的對聖人用靈裝所威脅而無法出擊（但後來證實了並不存在該物）
魔神
將魔法利用到達神之境界的魔法師，可以破壞世上一切法則。
數萬年才有一次的機會，有魔神資質的人可透過這種機會成為「魔神」，而成為魔神後本身的魔力性質會產生變化，可使自己有能力自由運用所看到的原典知識，進而扭曲世上一切的法則。
天使墜落（Angel Fall）
在第四集發生的世界規模（包括異世界）的大魔法。
人類的內在維持不變，只有外表隨機和別人交換。由於這個魔法的影響，在天界的一個天使因此掉落到了人類的地位，而作為代替人被替換到神的領域（土御門將此譬喻成大風吹）。注意到異常的只有因為幻想殺手的關係而保持原樣的上條當麻，以及留在強力防護結界中，還有距離施術者遠的魔法師，以及幸運不受影響的少部分人。
當這項魔法完成時，想要回到天界的那位天使會因此破壞一半的地球表面藉此擊毀構成這項魔術的術式來解除這項魔法。
上條等人為阻止魔法完成而四處奔走。最後土御門使用赤術式將上条的家擊毀解決了這場風波。

### 靈裝
靈裝
對擁有魔法力量的道具的統稱，如十字架、移動教會。可用十字教的法術的分級制分級。
象徵武器
西旗
移動教會
茵蒂克絲剛登場時所穿的衣服，完全仿製了都靈裹屍布，包含了所有「教會」的必備要素。
雖然擁有教宗級（核彈避難所）的防禦能力，但還是被上條的「幻想殺手」破壞，因此茵蒂克絲必須在它上面別滿安全別針固定。
聖靈十式
罗马正教最高级的十个灵装和魔法。
使徒十字（Croce Di Pietro）
建造在十二使徒之一聖彼得墓地上的十字架，「聖靈十式」之一。在效果範圍內，一切事情向着对羅馬正教有利的方向发展，其他的人也會因此覺得作為羅馬正教教徒很幸福。是羅馬正教最大級的靈裝，历史上仅有的一次发动就造就了中世纪正教一手遮天的时代。发动需以合适的星座作为法阵部分，故只能在特定时节发动。英國清教开始誤以為這是只要指向聖人便能夠將其殺害的靈裝「刺突杭劍」（两者几乎一模一样）。
正教企图在大霸星祭期间在學園都市内发动，最后因煙花遮擋星光而失败。

只要指著聖人就可以將其殺害的強力靈裝，不限距離（但要看到目標）。只有對聖人才有用，被稱作「最邪惡的靈裝」。跟聖靈十式中的「使徒十字」外觀十分相似，因此被誤認。（事实上该物並不存在，是因為錯誤的傳說才流傳下來）
亞德里亞海（Adriatic Sea）女王
羅馬正教於九世紀製作出來，對威尼斯專用大規模都市殲滅用術式。「聖靈十式」之一。因为制作之初担心落入敌手对己方不利，故加以限制术式使其只能攻击威尼斯，并配备强大的自爆系统。安裝在以冰打造而成，200公尺大的帆船「亞德里亞海女王」中，周圍配置了100艘冰製護衛艦隊「女王艦隊」。以兩階段發動，第一階段將都市全體化為灰燼，第二階段全世界轰炸，將於此都市發展的人、物品、文化連根破壞。在意欲启动解除限制来轰炸學園都市时被上條的「幻想殺手」破壞。
C文書
正式名稱為「君士坦丁大帝之書（Document of Constantine）」。外表是羊皮紙捲的灵装，由雕著「PQRS」四字的封蠟封住。
作用是使聽者認為羅馬教皇講的話全都是對的，藉此讓羅馬正教征服全世界，只能在梵蒂冈城内发动。放置在法國亞維農的教皇廳宮殿。原本被左方之地取得，後來在上條、五和、土御門的努力下，在離開亞維農前被上條的「幻想殺手」破壞。
葛利果聖歌（Gregorian Chant）隊
羅馬正教的王牌魔法攻击阵式。以3333位修道士組成，像放大鏡一般能夠增幅魔法。面向著被奧雷歐斯‧伊薩德所佔領的三澤塾發射攻擊，卻因金色大衍术而被反彈毁灭。此外，奧雷歐斯・伊薩德也利用這個原理完成大衍术。
取材自實際上由教宗大葛利果一世（又譯國瑞一世）推行的聖歌詠唱葛利果聖歌。
卡提納
卡提納一世
英國最強的靈裝，只有王室才能使用。在英國國土內可給予女王「似神者」天使長米迦勒等級的戰鬥力，並且給予騎士團天使等級的戰力。每一次挥动时能施放「全次元切断术式」，直接斩开空间。使用时曾有力量不稳定的状况。傳說已經亡佚，埋藏在某處的地底，第十八集時重新出土，最後被上条的「幻想殺手」強行破壞。不過事實上並沒有完全消除，第二十集正統的唯一一個碎片未受到「幻想殺手」影響，並且可以形成一把光之劍，能完全重現正統的戰鬥力，並有足以與「傾國之女」使用的裝有聖人遺骸的聖劍「德蘭尼爾」抗衡的實力。
卡提納二世
仿造已亡佚的「卡提納一世」所做的贗品，在正統卡提納出土時，其力量被分走了八成。
联合的意义（Union Jack）
英国最大规模国家级术式，只能由国家元首发动。把卡提纳中庞大的天使之力平分给每一个英国公民。
自创造以来唯一一次发动是在第十八集第二皇女的政变中由女王发动，造成了“不列颠万圣节之夜事件”。
梓弓
日本神道的靈裝，闇咲逢魔用它來施展魔法。平常是和手套結合戴在闇咲的右手上。
托拉維斯卡邦提克烏托里之槍
阿茲特克魔法師艾札力所使用的靈裝，外表是黑曜石刀，但可利用反射金星的光芒來完成術式，因此，此靈裝不能在地底使用。被這道光照到的物體，將會被打上「分解」的術式，隨後全身分解。命中率低，容易造成流彈。曾經於第五集一度被上条的「幻想殺手」破壞，後來修復（艾札力所使用的只是複製品）。
據艾札力所言，其術式之弱點為「雖然一擊必殺，但是再怎麼弱的敵人都必須一個一個解決」。
蓮之杖
雅妮絲‧桑提斯所使用的靈裝，同時也是第五元素「以太」的象徵物。也被稱作司教之杖。
會將敵人與杖身作連結，在杖身受到傷害時同時給予敵人傷害。使用時頂端的天使之翼會張開。
黑色軟泥
麗多薇雅給上条刀夜的「不需詠唱及施法」式靈裝。由藥草調配師芭比娜所作，作用是使人變幸運，為了不被別人盜取技術還特別製成不易被查覺的術式，並且混在紀念品內。
原本是出自於好意，但卻意外成為「天使墮落」的發動關鍵。
凱爾特十字架
擷取了移動教會部分能量的靈裝。作用是封印姬神秋沙的能力，現在掛在姬神秋沙脖子上。（實際上項鍊的根部直接扎進姬神的脖子）
羅賓漢
由英國第二皇女凱莉莎開發的狙擊用遠程攻擊式靈裝。使用的子彈是30公分的金屬流線體。破壞力驚人。
主要為騎士派使用。
大船之鞄
遠距傳送用靈裝，平常以行李箱的樣貌存在。模仿北歐神話當中的鎮波號製成，據說鎮波號在不用時可以摺疊並放入口袋中。
可以把物品在靈裝間互相傳送。作用範圍是半徑100公里。解放後會回到原型，是條長10公尺的木造大船。
鋼之手套
有北歐風格的靈裝，象徵著北歐神話中的雷神曾向女巨人借用過的武器，可以給予使用者怪力，特點是女性也能輕易操作。「新生之光」全體皆有配備。
根據使用者的不同，可以給予他們將能量或物質包覆在武器上增加力量與範圍的能力。
阿斯卡隆
傳說中聖喬治曾使用過的「屠龍之劍」，全長3.5公尺、重200公斤，实际是由传说中的记述凭空制作，具有所有屠龍必備的要素。
原本由占星施術旅團保管，但為了平定英國內亂而給了威廉‧奧維爾（後方之水），現在已與威廉的「盾之紋章」結合。
看似刀刃的鋼鐵塊其實是刀鞘，其實在其中含有長一公尺的真正的阿斯卡隆「最後的名劍」。

### 魔法結社
新生之光
結社預備軍中的四人組魔法團體，善用北歐術式與靈裝道具。
占星施術旅團
曾旅行世界各地的魔法團體。在俄羅斯曾被成教追殺，威廉·奧維爾（後方之水）即時搭救。現定居英國。
黄金黎明
曾經是歐洲最早、最大的魔法結社，現在不知為何已解體，分散成的小型組織統稱黃金系。亞雷斯塔曾是其中成員。
黎明晨光
黄金黎明解體後重組的黃金系魔法結社之一。
有翼者的歸來
中美洲最大的魔法組織，位於墨西哥的一艘廢棄油輪上設置結社總部。使用阿兹特克的術式，善用人皮偽裝成別人。
掌握著大量的魔法飛艇雲海之蛇（Mixcoatl）與魔法衛星太陽之蛇（Cihuacoatl）。
曾與學園都市開戰，遭到御坂美琴的重創後撤離，之後組織發生革命推翻舊領導者。現在正進行於將原典用在實戰方面的實驗。
奧爾良騎士團
法國的聖女貞德號昭下組成的武裝騎士魔法結社。
搗蛋鬼
由討厭科學勢力的人組成，領袖為魔神－歐提努斯。
在組織裡有分正式與非正式兩種類型，正式的成員幾乎都是北歐系魔法師，非正式成員由戰敗國的魔法師聚集。
薔薇十字

### 神話

#### 基督神話
聖人
- 各國聖人代表
  - 日本代表：神裂火織
  - 英國代表：席薇亞
  - 義大利代表：後方之水（威廉·奧維爾）
  - 北歐代表：布倫希爾德·艾因庫特貝爾
  - 其他代表：

天使
- 「神之力（加百列）」（神の力（ガブリエル））

四大天使之一，司長後方與藍色的水屬性大天使，是月球的守護者。
- 「神之火（烏列爾）」（神の火（ウリエル））

四大天使之一，司長前方與黃色的風屬性大天使。
- 「神之藥（拉斐爾）」（神の薬（ラファエル））

四大天使之一，司長左方與綠色的土屬性大天使，是水星的守護者。
- 「似神者（米迦勒）」（神の如き者（ミカエル））

四大天使之一，司長右方與紅色的火屬性大天使，是太陽的守護者。全部天使裡頭屬最強的天使，率領天使軍團的天使長。
- 「光之使者（路西法）」（光を掲げる者（ルシフェル））

能坐在神的右側唯一的天使，引發天界戰爭且被天使長米迦勒親自打倒的墮天使。

## 事件
0930事件
指9月30日前方之風入侵學園都市的事件。成为魔法与科学势力开战的导火索。
不列顛萬聖之夜事件
指英國第二女主與騎士團長一起發動的政變。
第三次世界大戰
指10月18日俄羅斯（前苏联）向學園都市宣戰告知，同月19日開始戰爭。
布萊斯路之戰

## 其他用語
超機動少女佳奈美
學園都市播放的動畫的女主角。茵蒂克絲似乎相當喜歡，第六集和風斬 冰華一同角色扮演拍大頭貼。第十二集中瓦希莉莎手工做出這套衣服，並要求莎夏穿上。衣服很像是某部機器人動畫。
呱太
廣受小朋友歡迎的飾物，也是美琴非常執著的商品。
忍者
忍者主要服務於科學側方面，執行暗殺任務、情報活動和使用道具的臥底工作者，是與超能力及魔法最無緣的存在。